# Domenico Silvio Passionei
Domenico Silvio Passionei (Fossombrone, 2 dicembre 1682 – Monte Porzio Catone, 5 luglio 1761) è stato un cardinale e arcivescovo cattolico italiano.

## Biografia
Figlio di Gian Benedetto Passionei e di Virginia Sabbatelli, studiò al Collegio Clementino di Roma. Andò poi a vivere presso suo zio Guido, che più tardi divenne segretario del Collegio cardinalizio e della Cifra, ed in tale periodo completò i suoi studi all'Università La Sapienza. Nel 1706 andò a Parigi per portare la berretta cardinalizia al cardinal Gualterio o e vi rimase per circa due anni; in questa occasione conobbe molti intellettuali dell'epoca tra cui Jean Mabillon, Eusèbe Renaudot e Bernard de Montfaucon), alcuni dei quali illuministi e si avvicinò alle idee gianseniste alle quali rimase legato.
Nel 1708 passò a L'Aia a titolo personale. Seppe inserirsi nell'ambiente diplomatico delle delegazioni presenti là durante la Guerra di successione spagnola fino ad avvicinare il Gran Pensionario Anthonie Heinsius. Ottenutone un consenso di massima a seguire il congresso di pace come rappresentante pontificio pur senza averne la qualifica ufficiale e avuta una lettera in tal senso dal cardinale segretario di Stato Fabrizio Paolucci, nel 1712-1713 fu presente a Utrecht come rappresentante della Santa Sede e sostenne la questione degli aspetti relativi alla fede cattolica stabiliti nel Trattato di Münster alla fine della Guerra dei Trent'anni in rapporto con quanto stabilito nel Trattato di Rijswijk alla fine della Guerra della Lega d'Augusta. Seguì poi il Trattato di Baden e rientrò A Roma nel 1716. Ventilatagli l'offerta d'andare inquisitore a Malta, la rifiutò e si ritirò invece nelle terre di famiglia a Fossombrone per un po' di tempo.
Ordinato sacerdote assai tardi, nel 1721, fu nominato arcivescovo di Efeso il 16 luglio 1721 e consacrato il 25 luglio 1721 dal cardinal Fabrizio Paolucci ed il 30 luglio 1721 divenne nunzio apostolico a Lucerna in Svizzera dove scrisse Acta Apostolicæ Legationis Helvetiæ 1723-29 (Zurigo, 1729; Roma, 1738).
Il 23 dicembre 1730 fu promosso nunzio in Austria, a Vienna.
Nel 1738 ritornò a Roma dove, il 23 giugno, fu proclamato cardinale presbitero con il titolo di San Bernardo alle Terme Diocleziane (1738-1761), Santa Prassede (1755-1759), San Lorenzo in Lucina (1759-1761).
Nel 1741 fu nominato vice-bibliotecario della biblioteca Vaticana sotto il cardinale Angelo Maria Quirini al quale succedette nel 1755. Durante questo incarico si dedicò al recupero ed al restauro di molti libri antichi. Si impegnò inoltre alla selezione di una preziosissima raccolta di testi per la sua personale biblioteca costituita da oltre 32.000 volumi accessibili al pubblico, e per la quale sempre nel 1755 venne offerto l'impiego di bibliotecario a Johann Joachim Winckelmann.
Entrò in leale contrasto con i gesuiti appoggiando decisamente le operazioni per la soppressione dell'ordine, e si oppose fermamente alla beatificazione del cardinale Roberto Bellarmino. Passionei condivideva le idee gianseniste e difendeva alcuni autori, come Montesquieu, inclusi nell'indice dei libri proibiti.
Morì nel 1761 nell'eremo di Camaldoli a Monte Porzio Catone presso Frascati, Lazio.
Acquisì anche una notevole raccolta privata che conteneva, oltre ad antichi volumi, anche altre opere d'arte, tra cui statue, quadri e monete. Una parte di questo patrimonio si conserva oggi nel museo della sua città natale.
La sua imponente collezione libraria è oggi custodita all'interno della Biblioteca Angelica a Roma.

## Genealogia episcopale
La genealogia episcopale è:
- Cardinale Scipione Rebiba
- Cardinale Giulio Antonio Santori
- Cardinale Girolamo Bernerio, O.P.
- Arcivescovo Galeazzo Sanvitale
- Cardinale Ludovico Ludovisi
- Cardinale Luigi Caetani
- Cardinale Ulderico Carpegna
- Cardinale Paluzzo Paluzzi Altieri degli Albertoni
- Cardinale Gaspare Carpegna
- Cardinale Fabrizio Paolucci
- Cardinale Domenico Silvio Passionei